# Ибрагим Мутеферрика
Ибраги́м (Ибрахим) Мутеферри́ка (осман. ابراهیم متفرقه‎; 1674, Коложвар (ныне Клуж-Напока), совр. Румыния — 1745, Стамбул, совр. Турция) — мусульманский первопечатник, трансильванский венгр, государственный деятель Османской империи, дипломат, переводчик, картограф и астроном, основатель первой типографии, печатающей арабским шрифтом. Был известен также под прозвищем Басмаджи — печатник. Звание «мутеферрика», ставшее как бы частью имени, обозначает привилегированную должность при дворе султана, которой Ибрагим удостоился в возрасте около 43 лет.

## Биография
Сведения о ранней жизни будущего мутеферрики Ибрагима отрывочны и противоречивы. Он родился в Коложваре (Клуж-Напока) в семье венгерских протестантов. По одним сведениям, готовился стать реформатским священником, но был угнан в турецкий плен, где изучил персидский, арабский и турецкий языки, а также принял ислам. По другим — напротив, будучи унитарианцем, после закрытия церкви и школы в Коложваре в 1699 году добровольно и в зрелом возрасте перешёл в ислам, получив имя Ибрагим. Звание «мутеферрика» обрёл позже (а именно в 1717 году) — это наименование привилегированной должности при султанском дворе. Обстоятельства изучения мусульманской культуры и возвышения при дворе неизвестны.
В 1710 году Ибрагим написал «Трактат об исламе» (осман. رساله اسلاميه‎, «Рисале-и исламийе»), который рассматривался его биографами как апология этой религии.

### Политическая карьера
В 1715 году Ибрагима отправили с письмом великого визиря в Вену к принцу Евгению Савойскому — в надежде, что Австрия в случае войны с Венецией будет придерживаться нейтралитета. И посланец 13 мая на торжественной аудиенции передал письмо принцу, а через четыре месяца выехал с ответным письмом в Стамбул.
В 1716 году, когда антигабсбургски настроенные венгерские дворяне-эмигранты собрались в Белграде для подготовки к борьбе за независимость Венгрии, которую рассчитывали вести с помощью Османской империи, Ибрагим был назначен к ним переводчиком.
В октябре 1717 года в Османскую империю из Франции прибыл князь Ференц II Ракоци, надеясь продолжать борьбу против Габсбургов. По новому фирману Ибрахиму было предписано исполнять обязанности переводчика и турецкого секретаря при лидере венгерского освободительного движения.
В 1718 году Ибрагим Мутеферрика назначается к Ференцу II Ракоци связным и остаётся на этой службе до самой смерти князя в 1735 году.
В 1743 году был послан в Дагестан для вручения берата (возвещения) Ахмед-хану о назначении его князем Кайтакского уцмийства. Трудности пути подорвали силы пожилого курьера. После длительной болезни он умер в 1745 году. Похоронен в Стамбуле.

### Первопечатник
В историю Ибрагим Мутеферрика вошёл не как политический деятель, а как первопечатник. В Стамбуле ещё до возникновения турецкого книгопечатания уже существовали армянские, греческие и еврейские типографии. Первая еврейская типография была открыта в 1493 или 1494 году, а в 1567 году была открыта и первая армянская типография. Идея Ибрагима Мутеферрики о введении книгопечатания в Османской империи относится к 1719 году. Некоторый опыт в этой области он приобрёл, изготовив в 1719 году клише и отпечатав карту Мраморного моря, а в 1727 году — карту Чёрного моря. Султанский двор и улемы считали типографию святотатственным делом. Они не могли допустить, чтобы арабский алфавит был применён для печатания книг типографским способом: арабский алфавит был священен, так как им написан Коран. Поэтому всем христианским типографиям было строжайше запрещено печатать что-либо арабским шрифтом.
В 1727 году султан Ахмед III подписал фирман, разрешающий построить типографию и печатать книги на турецком языке по всем вопросам, кроме религиозных. Типография была открыта в Стамбуле в доме Ибрагима Мутеферрики в квартале Султан Селим, и в ней 31 января 1729 года была отпечатана первая книга. Эта дата и принята за день начала книгопечатания в Османской империи.